# 博爾什鄉 (比霍爾縣)
47°07′N 21°49′E / 47.117°N 21.817°E
博爾什鄉（羅馬尼亞語：Comuna Borș, Bihor），是羅馬尼亞的鄉份，位於該國西北部，由比霍爾縣負責管轄，面積44平方公里，海拔高度103米，2007年人口3,489，人口密度每平方公里80人。